# Stelis retusa
Stelis retusa är en orkidéart som först beskrevs av Juan José Martinez de Lexarza, och fick sitt nu gällande namn av Alec M. Pridgeon och Mark W. Chase. Stelis retusa ingår i släktet Stelis och familjen orkidéer. Inga underarter finns listade i Catalogue of Life.